# For the Kingdom
For the Kingdom è il secondo EP del gruppo power metal tedesco Unisonic; il disco contiene l'omonima  traccia che funge da singolo di lancio, un brano inedito e 4 tracce dal vivo registrate al Masters of Rock Festival nel 2012,  in Repubblica Ceca.
L'E.P. fa da apripista per il futuro disco, Light of Dawn, che uscirà nello stesso anno.

## Tracce
1. "For The Kingdom" (Dennis Ward) - 4:58
2. "You Come Undone"  (Dennis Ward) - 3:48
3. "Unisonic" (Live Version) (Dennis Ward, Kai Hansen) - 6:00
4. "Never Too Late" (Live Version) (Kai Hansen) - 4:36
5. "Star Rider" (Live Version) (Dennis Ward, Kai Hansen) - 4:07
6. "Souls Alive" (Live Version) (Dennis Ward, Mandy Meyer) - 5:53

## Formazione
- Michael Kiske - voce
- Kai Hansen - chitarra
- Mandy Meyer - chitarra
- Dennis Ward - basso
- Kostas Zafiriou - batteria